# بانکسیا شمالی
بانکسیای شمالی (نام علمی: Banksia borealis) نام یک گونه از سرده بانکسیا است.